# (16012) Jamierubin
(16012) Jamierubin (1999 CG19) – planetoida z pasa głównego asteroid okrążająca Słońce w ciągu 3,76 lat w średniej odległości 2,42 j.a. Odkryta 10 lutego 1999 roku.